# Plusiophaes argosticta
Plusiophaes argosticta là một loài bướm đêm trong họ Noctuidae.